# Liste der Monuments historiques in Fresnoy-en-Thelle
Die Liste der Monuments historiques in Fresnoy-en-Thelle führt die Monuments historiques in der französischen Gemeinde Fresnoy-en-Thelle auf.

## Liste der Objekte
| Bezeichnung                                 | Beschreibung                              | Standort                        | Kennzeichnung | Schutzstatus | Datum | Bild           |
| ------------------------------------------- | ----------------------------------------- | ------------------------------- | ------------- | ------------ | ----- | -------------- |
| Ölgemälde Portrait de Monseigneur de Belloy | 1736, 1751                                | in der Kirche St-Nicolas (Lage) | PM60004150    | Inscrit      | 1991  |                |
| Taufbecken                                  | Stein, zweite Hälfte des 13. Jahrhunderts | in der Kirche St-Nicolas (Lage) | PM60000857    | Classé       | 1912  | weitere Bilder |